# Destabilizator (lotnictwo)

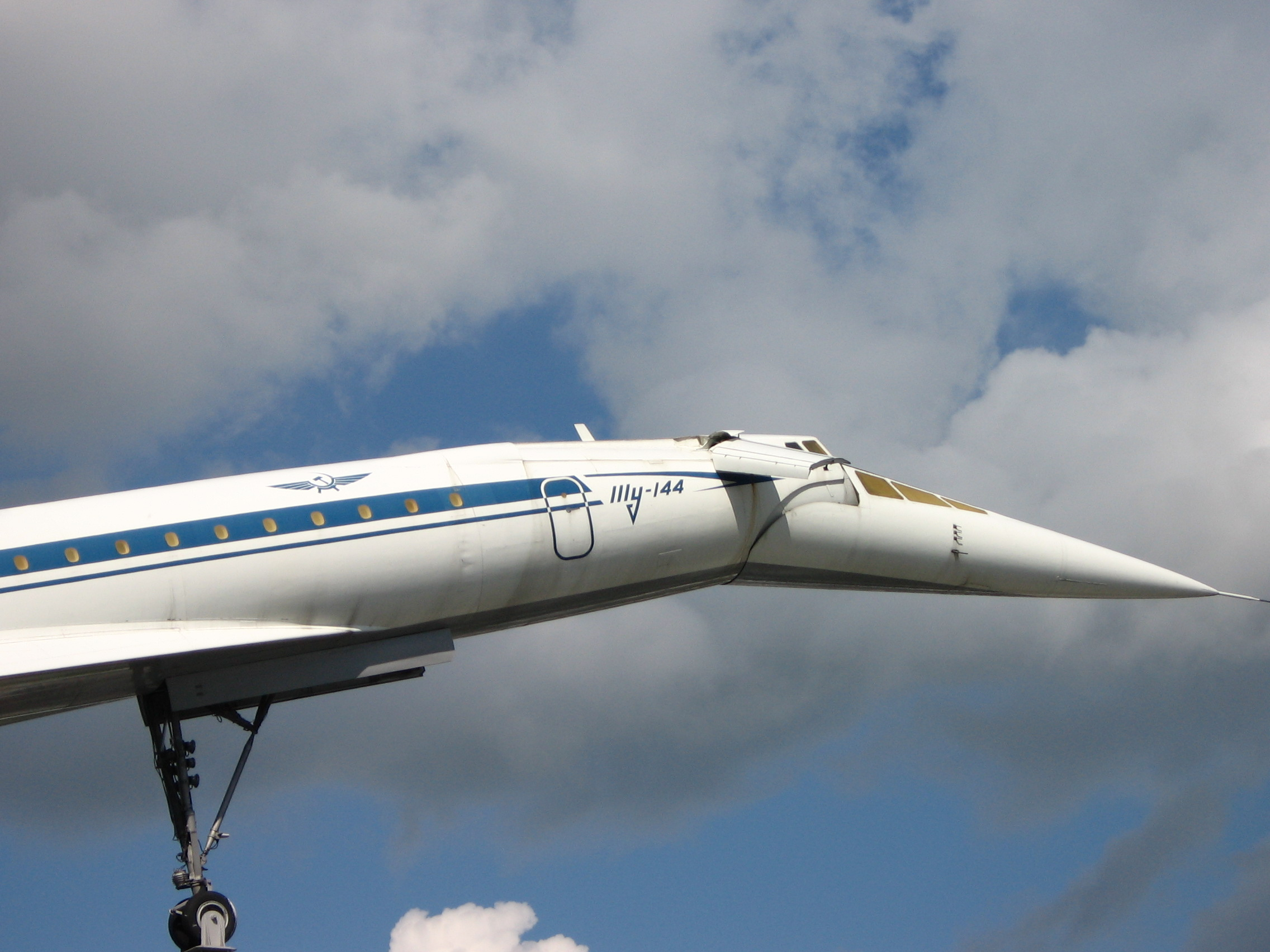
Destabilizatory widoczne tuż za kabiną pilotów Tu-144

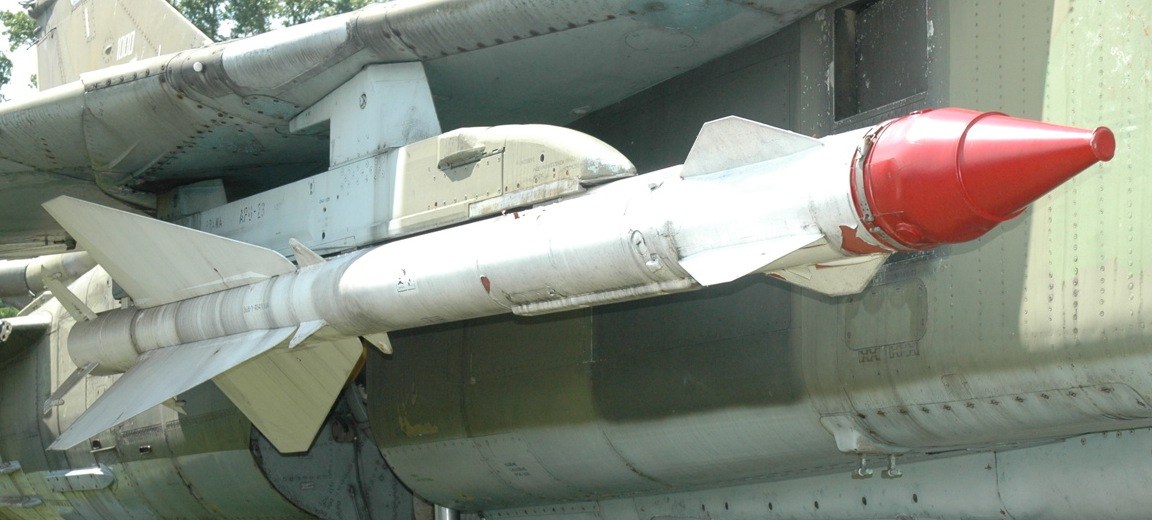
Destabilizatory widoczne z przodu kadłuba rakiety R-23T

Destabilizator – dodatkowa powierzchnia nośna umieszczona w przedniej części kadłuba samolotów lub rakiet osiągających prędkości naddźwiękowe, w celu zapobiegania nadmiernej zmianie położenia środka parcia względem środka masy wraz ze zmianą prędkości lotu z poddźwiękowej na naddźwiękową lub odwrotnie. Destabilizator przeciwdziała wzrostowi podłużnej stateczności statycznej i spadkowi sterowności, a tym samym pozwala na zwiększenie kąta natarcia. Destabilizator spełnia taką samą rolę jak kadłub nośny, ster wysokości w układzie kaczka w samolotach pozbawionych usterzenia poziomego lub jak przednia część skrzydła pasmowego lub skrzydła trójkątnego (typu delta). Destabilizatory mogą być nieruchomo przymocowane do kadłuba (np. w rakiecie R-23) lub mogą być chowane (jak np. Tu-144).